# Lindholmen, Vallentuna kommun
Lindholmen är en tätort i Uppland inom Vallentuna kommun, Stockholms län, 5 km norr om Vallentuna.  Orten ligger vid Roslagsbanan och har en station, Lindholmens station.

## Historik
Lindholmens gårds gamla stenhus (numera rivet) har ansetts vara Gustav Vasas födelseplats.

### Slumsta
I närheten av stationssamhället fanns gården Slumsta. Slumsta låg under Lindholmen, namnet är en sammansättning av förleden slum- och efterleden –sta.
År 1706 gjorde lantmätare Lars Kietzling en ägodelning av Slumsta ägor. Slumsta var en by med två gårdar värderad till 10 öresland, dvs 1 ¼ markland. Det årliga utsädet var knappt 19 tunnor och man kunde årligen skörda 53 ¾ lass hö.
Av 1903 års häradsekonomiska karta framgår att Roslagsbanan anlagts i västra delen av Lindholmens ägor och att stationen Lindholmen anlagts nära (knappt 300 meter) Slumsta och sockenvägen strax väster om sjöarna Lillsjön och Storsjön. I början av 1950-talet hade Lindholmens trädgårdsstad börjat anläggas på ömse sidor om Roslagsbanans station. Inledningsvis skedde bebyggelseetableringen på traditionellt sätt på impediment och moränbackar i landskapet. Den östra delen av bebyggelsen anlades i det som kallades Djurgården, som tidigare var avsett att fungera som jaktpark till Lindholmens sätesgård.
Idag har stora delar av Slumsta ägor bebyggts och utgör en del av Lindholmens stationssamhälle.

## Demografi
| Befolkningsutvecklingen i Lindholmen 1975–2020                                                                      | Befolkningsutvecklingen i Lindholmen 1975–2020 | Befolkningsutvecklingen i Lindholmen 1975–2020 | Befolkningsutvecklingen i Lindholmen 1975–2020 | Befolkningsutvecklingen i Lindholmen 1975–2020 |
| --- | ---------------------------------------------- | ---------------------------------------------- | ---------------------------------------------- | ---------------------------------------------- |
| |                                                |                                                |                                                |                                                |
| År |                                                |                                                | Folkmängd                                      | Areal (ha)                                     |
| 1950 | 1950                                           |                                                | 236                                            | ##                                             |
| 1960 | 1960                                           |                                                | 159                                            | ¤                                              |
| 1975 | 1975                                           |                                                | 251                                            | 70                                             |
| 1980 | 1980                                           |                                                | 557                                            | 70                                             |
| 1990 | 1990                                           |                                                | 699                                            | 71                                             |
| 1995 | 1995                                           |                                                | 762                                            | 71                                             |
| 2000 | 2000                                           |                                                | 773                                            | 71                                             |
| 2005 | 2005                                           |                                                | 810                                            | 71                                             |
| 2010 | 2010                                           |                                                | 860                                            | 71                                             |
| 2015 | 2015                                           |                                                | 1 146                                          | 123                                            |
| 2020 | 2020                                           |                                                | 1 186                                          | 113                                            |
| Anm.: Ny tätort 1975 ## Som tätort/befolkningsagglomeration 1920–1950. ¤ Som tätortsbebyggelse med 150-199 invånare |                                                |                                                |                                                |                                                |

## Samhället
I Lindholmen finns en plats som heter Slumsta som består av 55 villor från 1978 ritade av Bertil Engstrand.
Stationssamhället Lindholmen har byggts kring Roslagsbanan och Lindholmens station som har blivit en central del i dagens Lindholmen. Stationshuset från förr står kvar än idag (2021), som det även gör i Frösunda.
I Lindholmen finns Gustav Vasa-skolan, förskolor, Orkesta idrottsplats, en bygdegård och en livsmedelsbutik. Öster om Roslagsbanan ligger Vasakullen, Lindholmens gård, Storsjön och Lillsjön.
2007 byggdes Stockholms läns första passivhus i Lindholmen.
Vallentuna kommun planerar för 400 till 600 nya bostäder inom åtta områden i Lindholmen.
Det som kanske kommer att märkas mest är det område som i planerna kallas Lindholmen centrum. Arbetet med att ta fram en detaljplan för centrumet har precis påbörjats. Där ska det förutom 300 bostäder i flerbostadshus och radhus bli ett torg, ett bibliotek, en förskola, en lekplats och kommersiella lokaler. Området ska byggas på den åker som ligger tvärs över vägen från Gustav Vasa-skolan. Skolan ska för övrigt byggas om så att det blir fler platser. 

## Kända personer från Lindholmen
- Emil Beer
- Victor Beer
- Joel Adolphson
- Gustav Vasa
- Klas Göran Nissén